# Bernard Gustin
Bernard L. Gustin (7 mei 1968) is een Belgisch bedrijfsleider en bestuurder.

## Biografie
Bernard Gustin studeerde af als handelsingenieur aan het ICHEC in Brussel (1991), behaalde een diploma in international comparative management aan het Loyola College in Baltimore in de Verenigde Staten (1992) en behaalde een MBA aan de Solvay Business School in Brussel (1994).
Van 1992 tot 1999 werkte hij bij Procter & Gamble in Mechelen, Brussel en Rotterdam en van 1999 tot 2008 bij Arthur D. Little, waar hij onder meer lid van het directiecomité voor de Benelux was.
In 2008 werd Gustin na het vertrek van Philippe Vander Putten samen met Michel Meyfroidt co-CEO van Brussels Airlines. Vanaf juni 2012 was Gustin na het vertrek van Meyfroidt de enige CEO van de luchtvaartmaatschappij. In januari 2017 nam de Duitse luchtvaartmaatschappij Lufthansa Brussels Airlines volledig over. In februari 2018 stapte hij als CEO op. Christina Foerster volgde hem op. Tijdens zijn periode als CEO van Brussels Airlines was Gustin ook bestuurder van Lufthansa en Germanwings, lid van het directiecomité van Star Alliance en voorzitter van de Association of European Airlines.
Sinds 2017 is hij voorzitter van de raad van bestuur van netbeheerder Elia. Hij volgde in deze hoedanigheid Miriam Maes op. In januari 2025 volgde hij Chris Peeters op als CEO van van de netbeheerder. Als voorzitter van de raad van bestuur volgde Geert Versnick hem tijdelijk op.
Sinds februari 2022 is hij tevens in opvolging van Geert Pauwels uitvoerend voorzitter van spoorvrachtvervoerder Lineas. Na zijn aanstelling als CEO van Elia eind 2024 werd hij voorzitter van Lineas.
Gustin is of was voorzitter van de raad van bestuur van mobiliteitsgroep InfraMobility, vicevoorzitter van Brussels South Charleroi Airport, bestuurder van Groupe Forrest (sinds 2019), Hansea (sinds 2020), TCR (sinds 2021) en adviseur bij Bain & Company (sinds 2020) en operationeel adviseur bij DWS Infrastructure Fund. Hij bekleedt of bekleedde ook bestuursmandaten bij BECI, Artsen zonder Grenzen en de European Sports Academy.

### Onderscheidingen
In 2010 ontving Gustin de prijs 'Man of the Year' van de Belgian Travel and Trade Industry en in 2015 de prijs 'Entrepreneur of the Year' op de Lobby Awards.